# Lebor Gabála Érenn
El Lebor Gabála Érenn ("El Llibre de la Conquesta d'Irlanda" en gaèlic irlandès) és un recull de poemes i narratives en prosa que pretén ser una història d'Irlanda i dels irlandesos des de la creació del món fins a l'edat mitjana. N'hi ha diverses versions, les primeres de les quals varen ser compilades per un escriptor anònim al segle xi tot sintetitzant narratives que s'havien anat desenvolupant al llarg dels segles anteriors. El Lebor Gabála explica que Irlanda fou ocupada (o 'conquerida') sis vegades per sis grups de persones: el poble de Cessair, el poble de Partholón, el poble de Nemed, els Fir Bolg, els Tuatha Dé Danann, i els Milesians. Els quatre primers grups són eliminats o obligats a abandonar l'illa, el cinquè grup representa els déus pagans d'Irlanda, i el grup final representa l'actual poble irlandès (els gaels).
Actualment, la majoria dels estudiosos consideren que el Lebor Gabála és més un compendi de mites primigenis que no pas d'història. Sembla que es basa sobretot en pseudo-històries cristianes medievals, però també incorpora part de la mitologia irlandesa pagana. Els estudiosos creuen que l'objectiu dels seus escriptors era proporcionar una història èpica a Irlanda que es pogués comparar amb la dels israelites o la de l'antiga Roma, i que reconciliés els mites nadius amb la visió cristiana de la història. S'ha suggerit, per exemple, que hi ha sis 'conquestes' per tal d'igualar les "Sis Èpoques del Món" (les sex aetates mundi de Sant Agustí). El Lebor Gabála Érenn és considerat també un "tractat de prosa i versos en irlandès mitjà molt influent […] escrit per tal de superar l'abisme entre la cronologia cristiana del món i la prehistòria d'Irlanda".
El Lebor Gabála es coneix normalment en anglès com a The Book of Invasions o The Book of Conquests ("El Llibre de les Invasions" o "El Llibre de les Conquestes"), i en irlandès modern com a Leabhar Gabhála Éireann o Leabhar Gabhála na hÉireann.

## Orígens
Amb la intenció de ser una història d'Irlanda i els irlandesos, el propòsit del Lebor Gabála Érenn (en endavant abreujat com a LGE) fou triple:

en primer lloc, unir la població tot oblidant la memòria dels anteriors grups ètnics diferenciats, en segon lloc, afeblir la influència de les creences paganes precristianes tot convertint els seus déus en simples mortals i, en tercer lloc, crear genealogies en què es poguessin encabir els diversos grups dinàstics 

S'ha descrit l'obra com un intent de proporcionar als irlandesos una història escrita comparable a aquella amb què es proveïren els israelites a l'Antic Testament. Basant-se en els mites pagans de la Irlanda gaèlica però reinterpretant-los a la llum de la teologia i la historiografia judeocristiana, descriu com l'illa fou poblada sis vegades per sis grups humans. Els paradigmes bíblics varen proporcionar als mitòlegs històries reutilitzables que podien adaptar-se al seu propòsit. Així trobem els avantpassats dels irlandesos esclaus en un país estranger, o fugint de l'exili, o vagant pel desert, o observant la "Terra Promesa" de lluny.

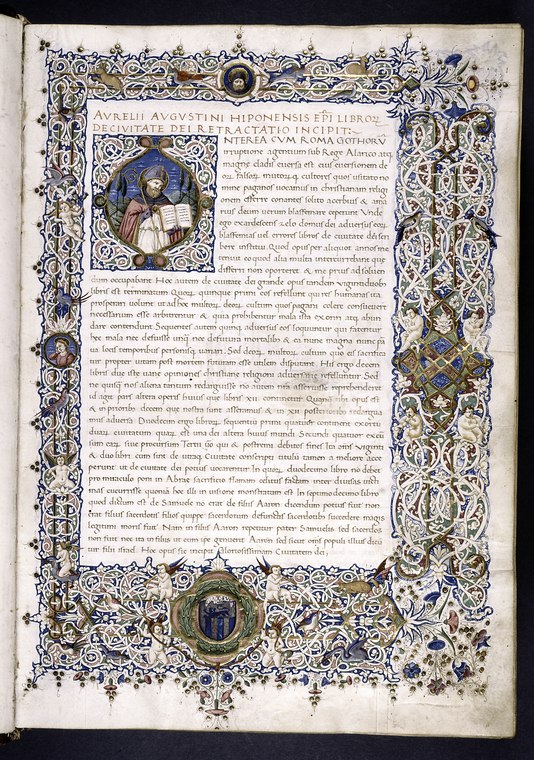
Els autors del Lebor Gabála Érenn estaven fortament influïts per altres textos religiosos com ara l'obra de Sant Augustí del s. V, Ciutat de Déu.

Quatre obres cristianes en particular semblen haver tingut una influència significativa en la gestació del LGE:
- De Civitate Dei, Ciutat de Déu, de Sant Augustí (413–426 dC)
- Historiae adversum paganos, "Històries," d'Orosi (417)
- Chronicon d'Eusebi, traduït al llatí per Sant Jeroni com al Temporum liber (379)
- Etymologiae ("Etimologies") o Origines ("Orígens") d'Isidor de Sevilla (començaments del s. VII)

Tanmateix, els elements precristians no van ser mai eliminats. Un dels poemes del LGE, per exemple, explica que algunes deesses d'entre els Tuatha Dé Danann varen prendre marits dels gaels quan aquests varen 'envair' i 'colonitzar' Irlanda. A més, el patró de les successives invasions que preserva l'LGE recorda el Timagenes d'Alexandria sobre els orígens dels gals de l'Europa continental. Citat per l'historiador del segle IV Ammianus Marcellinus, el Timagenes (s. I aC) descriu com els avantpassats dels gals varen ser expulsats de les seves terres natives de l'Europa oriental per una successió de guerres i inundacions.
Nombrosos fragments de la història mitològica d'Irlanda apareixen esparsos al llarg dels segles vii i viii. A l'obra Lectures on the Manuscript Materials of Ancient Irish History, Eugene O'Curry, professor d'història i arqueologia irlandesa a la Universitat Catòlica d'Irlanda, analitza diversos gèneres de relats històrics esmentats en els manuscrits: 
La Tochomladh era una immigració o arribada d'un grup colonitzador; i sota aquest nom, l'arribada de les diverses colònies de Parthalon, Nemedh, els Firbolgs, els Tuatha Dé Danann, els Milesians, etc., a Erinn, es descriuen en contes separats. Probablement fou a partir dels registres originals d'aquestes històries antigues que es compilà la primera part dels diversos Llibres d'Invasions.
El relat més antic de la presumpta història d'Irlanda es troba a la Historia Brittonum o "Història dels Britans", el qual es creia que havia estat escrit pel sacerdot gal·lès Nennius cap al 829-830. Aquest text proporciona dos relats separats de la història irlandesa primerenca. El primer consisteix en una sèrie de colonitzacions successives, provinents de la península Ibèrica, pels pobles pre-gaèlics d'Irlanda, tots ells trobats a l'LGE. El segon relata els orígens dels propis Gaeil i explica com ells van ser al seu torn els amos del país i els 'ancestres' de tots els irlandesos.
Aquestes dues històries varen continuar essent enriquides i elaborades per historiadors i poetes irlandesos al llarg de tot el segle ix. Als segles x i xi, es van escriure diversos poemes històrics llargs que més tard es van incorporar a l'esquema del LGE. La majoria dels poemes sobre els quals es va basar l'LGE del segle xi al XII varen ser escrits pels següents quatre poetes:
- Eochaidh Ua Floinn (936–1004) d'Armagh – Poemes 30, 41, 53, 65, 98, 109, 111
- Flann Mainistrech mac Echthigrin (mort el 1056), lector i historiador de l'abadia de Monasterboice – Poemes ?42, 56, 67, ?82
- Tanaide (mort cap al 1075) – Poemes 47, 54, 86
- Gilla Cómáin mac Gilla Samthainde (fl. 1072) – Poemes 13, 96, 115

Fou a finals del segle xi que un únic i anònim erudit sembla haver reunit aquests poemes i molts d'altres i els va encabir dins d'un elaborat marc de prosa, en part de la seva pròpia inspiració i en part extret de fonts més antigues i perdudes (per exemple, els tochomlaidh referits anteriorment per O'Curry), parafrasejant i ampliant el vers. El resultat fou la primera versió del LGE, escrit en irlandès mitjà, una forma de gaèlic irlandès en ús entre el 900 i el 1200.

## Variants textuals i fonts
Des del començament, el LGE esdevingué un document enormement popular i influent i va adquirir ràpidament estatus de cànon. Alguns textos més antics es van modificar per tal d'acostar-ne les narratives a la versió històrica d'aquesta obra, i es van escriure nombrosos poemes nous per a introduir-los-hi. Al cap d'un segle de la seva compilació n'hi havia ja una gran quantitat de còpies i revisions, incloent-hi entre totes fins a 136 poemes. Actualment hi ha cinc recensions del LGE que sobreviuen en més d'una dotzena de manuscrits medievals: 
- Primera redacció (R¹): conservada al Llibre de Leinster (c. 1150) i al Llibre de Fermoy (1373).
- Míniugud (Min): aquesta recensió està estretament relacionada amb la Segona Redacció. Probablement és més antiga que els MSS supervivents d'aquesta redacció, ja que no n'hi ha cap de més antic que l'actualment perdut sobre el qual es basaven aquests MSS. Les fonts supervivents estan subjectes a còpies de la Segona Redacció.
- Segona Redacció (R²): sobreviu en no menys de set textos separats, el més conegut del qual és El Gran Llibre de Lecan (1418).
- Tercera redacció (R³): preservada tant al Llibre de Ballymote (1391) com al Gran Llibre de Lecan.
- Redacció d'O'Clery (K): escrita el 1631 per Mícheál Ó Cléirigh, un escrivà franciscà i un dels Quatre Mestres. Al contrari que la versió més antiga del LGE, aquesta redacció és en un irlandès modern primigeni, però fou admesa com a redacció independent per Macalister perquè hi ha indicis que l'autor tenia accés a fonts que ja no existien i que no foren emprades pels compiladors de les altres quatre redaccions. L'obra es va compilar al convent de Lisgool, a prop d'Enniskillen. O'Clery fou ajudat per Gillapatrick O'Luinin i Peregrine O'Clery (cosí tercer de Michael O'Clery i un dels Quatre Mestres).

La taula següent recull els manuscrits existents que contenen versions del LGE. La major part de les abbreviaturess emprades s'han agafat de l'edició crítica de l'obra de R. A. S. Macalister (vegeu referències per als detalls):
| Sigla | Manuscrit              | Ubicació                      | Redaccions | Notes                                                                              |
| ----- | ---------------------- | ----------------------------- | ---------- | ---------------------------------------------------------------------------------- |
| A     | Stowe A.2.4            | Reial Acadèmia d'Irlanda      | R²         | Una còpia directa i pobra de D                                                     |
| B     | El Llibre de Ballymote | Reial Acadèmia d'Irlanda      | R³         | B perdé un foli després que se'n derivessin β, β¹ i β²                             |
| β     | H.2.4                  | Trinity College, Dublin       | R³         | Una transcripció de B feta el 1728 per Richard Tipper                              |
| β¹    | H.1.15                 | Trinity College, Dublin       | R³         | Una còpia, feta cap al 1745 per Tadgh Ó Neachtáin, d'una transcripció perduda de B |
| β²    | Stowe D.3.2            | Reial Acadèmia d'Irlanda      | R³         | Una còpia anònima de la mateixa transcripció perduda de B                          |
| D     | Stowe D.4.3            | Reial Acadèmia d'Irlanda      | R²         |                                                                                    |
| E     | E.3.5. no. 2           | Trinity College, Dublin       | R²         |                                                                                    |
| F¹    | El Llibre de Fermoy    | Reial Acadèmia d'Irlanda      | R¹         | F¹ i F² són parts d'un MS desmembrat, F                                            |
| F²    | Stowe D.3.1            | Reial Acadèmia d'Irlanda      | R¹         | F¹ i F² són parts d'un MS desmembrat, F                                            |
| H     | H.2.15. no. 1          | Trinity College, Dublin       | R³         |                                                                                    |
| L     | El Llibre de Leinster  | Trinity College, Dublin       | R¹         |                                                                                    |
| Λ     | El Llibre de Lecan     | Reial Acadèmia d'Irlanda      | R², Min    | Primer text del LGE al Llibre de Lecan                                             |
| M     | El Llibre de Lecan     | Reial Acadèmia d'Irlanda      | R³         | Segon text del LGE al Llibre de Lecan                                              |
| P     | P.10266                | Biblioteca Nacional d'Irlanda | R²         |                                                                                    |
| R     | Rawl.B.512             | Bodleian Library              | R², Min    | Només el text en prosa és escrit complet: els poemes estan truncats                |
| V¹    | Stowe D.5.1            | Reial Acadèmia d'Irlanda      | R², Min    | V¹, V² i V³ són parts d'un MS desmembrat, V                                        |
| V²    | Stowe D.4.1            | Reial Acadèmia d'Irlanda      | R², Min    | V¹, V² i V³ són parts d'un MS desmembrat, V                                        |
| V³    | Stowe D.1.3            | Reial Acadèmia d'Irlanda      | R², Min    | V¹, V² i V³ són parts d'un MS desmembrat, V                                        |
| K¹    | 23 K 32                | Reial Acadèmia d'Irlanda      | K          | Còpia en net autògrafa de l'autor Michael O Clery                                  |

- Hi ha un K contingut en diversos manuscrits en paper, però el precedeix el K¹, l'"autògraf autoritari".[12]

## Crítica moderna
Durant molts segles, el LGE fou acceptat sense dubtar com a relat precís i fiable de la història d'Irlanda. Encara al segle xvii, Geoffrey Keating es va inspirar en l'obra per a escriure la seva història d'Irlanda, Foras Feasa ar Éirinn, i també fou àmpliament utilitzada pels autors dels Annals dels Quatre Mestres. Recentment, però, l'obra ha estat sotmesa a un estudi més crític. Un erudit contemporani l'ha situada en "la tradició de la fabricació històrica o pseudohistòria"; un altre ha escrit del seu "caràcter generalment espuri" i ha cridat l'atenció sobre les seves nombroses "ficcions", tot i reconèixer que "encarna algunes tradicions populars". L'arqueòleg irlandès R. A. Stewart Macalister, qui va traduir l'obra a l'anglès, va destacar-ne especialment que "No hi ha cap element de veritable detall històric, en el sentit estricte de la paraula, enlloc de tota la compilació".
Tot i que la majoria dels estudiosos consideren que l'obra és principalment mite, més que no pas història, alguns han argumentat que es basa llunyanament en esdeveniments reals. A la dècada de 1940, T. F. O'Rahilly va crear un model de prehistòria irlandesa basat en la seva anàlisi del LGE i l'irlandès antic. Va suggerir que hi va haver quatre onades de migracions celtes o invasions: la dels Cruthin o Pritani (cap al 700-500 aC), els Builg o Érainn (c. 500 aC), els Laigin, Domnainn i Gálioin (c. 300 aC), i els Gaels (c. 100 aC). Argumenta que algunes de les "invasions" que es descriuen al LGE es basen en aquestes, però que altres van ser inventades pels escriptors. També argumenta que molts dels pobles "pre-gaèlics" d'Irlanda varen continuar subsistint durant segles després del 100 aC. A The White Goddess (1948), el poeta i mitòleg britànic Robert Graves va argüir que els mites portats a Irlanda segles abans de la introducció de l'escriptura es varen conservar i transmetre amb precisió de forma oral abans no varen ser escrits a l'era cristiana. Prenent el fil de Macalister, amb qui va coincidir sobre aquest i altres temes, va declarar que algunes de les tradicions del LGE eren "arqueològicament plausibles". The White Goddess ha estat, però, objecte de molta crítica per part d'arqueòlegs i historiadors.
El LGE fou traduït al francès per Henri Lizeray i William O'Dwyer el 1884. La primera traducció completa a l'anglès fou feta per R. A. Stewart Macalister entre 1937 i 1942. Anava acompanyada d'un estudi crític basat en les pròpies notes de Macalister i una introducció, en què va aclarir la seva opinió particular que el LGE era una combinació de dues obres originalment independents: una Història dels Gaedil, plasmada a partir de la història dels israelites tal com es fixà a l'Antic Testament, i un relat de diversos assentaments pre-gaètics d'Irlanda (a la historicitat dels quals Macalister va donar molt poca credibilitat). La darrera es va inserir enmig de l'altra, interrompent-la en un punt crucial de la narrativa. Macalister va teoritzar que el text quasi-bíblic havia estat un treball acadèmic en llatí titulat Liber Occupationis Hiberniae ("El Llibre de la Conquesta d'Irlanda"), cosa que explicaria el motiu pel qual el títol en irlandès mitjà del LGE es refereix només a una "conquesta" o "presa", mentre que el text en conté més de mitja dotzena.

## Continguts
Tot seguit hi ha un breu resum del text del LGE. L'obra es pot dividir en deu "llibres": 

### Gènesi
Una recapitulació de la familiar història judeocristiana de la creació, la caiguda de l'home i la història primerenca del món. A més del Gènesis, l'autor beu en diverses fonts recòndites per a molts dels seus detalls (per exemple, la Cova dels Tresors siríaca), així com les quatre obres cristianes esmentades abans (és a dir, La Ciutat de Déu, etc.).

### Història primerenca dels gaels

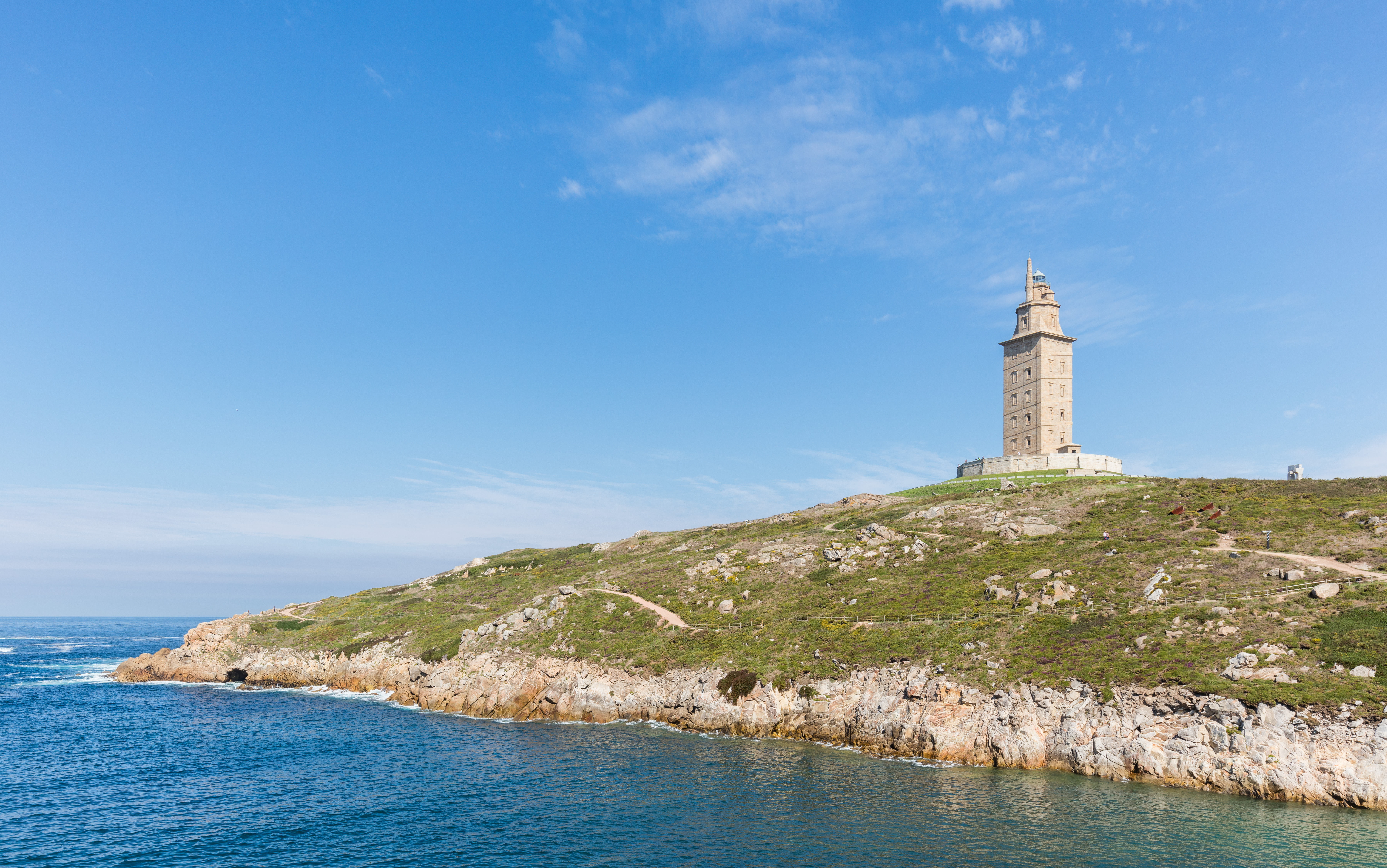
Torre d'Hèrcules (la Corunya, Galícia), reconstruïda el s. II i XVIII: segons el Lebor Gabála Érenn, Breogán era el pare d'Ith, el líder d'una expedició a Irlanda des de la península Ibèrica; Íth havia vist abans Irlanda, 900 quilòmetres al nord, des de la Torre de Breogán

Aquest capítol explica, i es basa, en la creença que tota la humanitat és descendent d'Adam a través dels fills de Noé. Ens diu com el fill de Noè Jàfet és l'avantpassat de tots els europeus, com el fill de Jàfet Magog és l'avantpassat dels gaels i dels escites, i com Fénius Farsaid és l'avantpassat dels gaels. Fénius, un príncep d'Escítia, és descrit com un dels 72 cabdills que varen construir la Torre de Babel. El seu fill Nel es casa amb Scota, filla d'un faraó egipci, i tenen un fill anomenat Goídel Glas. Goídel crea la llengua goidèlica (gaèlica) a partir dels 72 idiomes originals que van sorgir després de la confusió de llengües. Els descendents de Goidel, els goidels (gaels), abandonen Egipte amb els israelites (l'Èxode) i s'estableixen a Escítia. Després d'algun temps abandonen Escítia i passen 440 anys vagarejant per la Terra, passant per una sèrie de proves i tribulacions semblants a les dels israelites, que van passar 40 anys vagarejant pel desert. Després de molts anys a la mar, s'instal·len a la llacuna Meòtida, després naveguen a través de Creta i Sicília i conquereixen Ibèria. Allà, el descendent de Goídel Breogán funda una ciutat anomenada Brigantia, i hi construeix una torre des de dalt de la qual el seu fill Íth albira Irlanda.
Sembla que aquest capítol volia donar als gaels una genealogia que els vinculés a figures bíbliques clau i es correspon amb les creences judeocristianes. Els vincula amb esdeveniments de l'Antic Testament i els compara amb els israelites. L'afirmació dels orígens escites sembla estar basada en la similitud dels noms Scoti i Scythae. Altres pseudo-historiadors medievals van fer el mateix amb altres nacions. Per exemple, en la seva anterior Història dels Gots, Isidor de Sevilla conclou que els gots i getes estan relacionats a causa dels seus noms similars, i diu que (juntament amb els escites) descendeixen de Magog. L'afirmació d'orígens ibèrics es pot basar en tres coses: la similitud dels noms Iberia i Hibernia, la descripció d'Isidor d'Ibèria com a la "mare [terra] de les races", i la descripció d'Irlanda feta per Orosi com a illa situada "entre Iberia i Bretanya". L'afirmació que els gaels es van establir a la llacuna Meòtida sembla haver estat extreta del Llibre de la Història dels Francs, i els seus viatges a Creta i Sicília podrien haver estat basats en la història de'Enees. Brigantia es refereix a la Corunya, Galícia, anomenada Brigantium aleshores, i la torre de Breogán probablement es basa en la Torre d'Hèrcules d'aquesta ciutat, una obra dels romans.

### Cessair

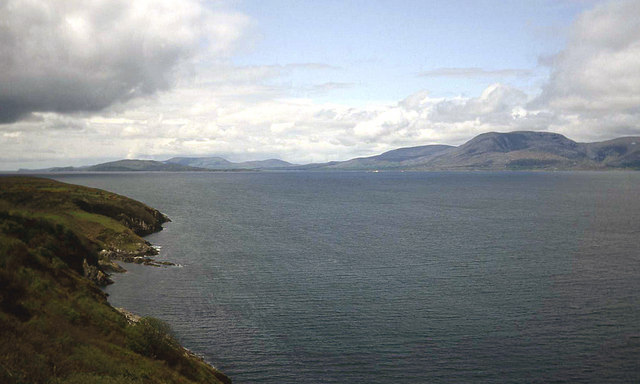
Badia de Bantry, on es diu que varen arribar Cessair i els seus seguidors

Segons el LGE, la primera gent a arribar a Irlanda estava dirigida per Cessair, filla de Bith, fill de Noé. Els diuen que vagin al confí occidental del món per a escapar de l'imminent Diluvi. Varen noliejar tres vaixells però quan varen arribar a Irlanda, quaranta dies abans del Diluvi, n'havien perdut dos. Els únics supervivents són Cessair, quaranta-nou dones més, i tres homes: Fintan mac Bóchra, Bith i Ladra. Les dones es reparteixen equitativament entre els homes. Cadascun en pren també una com a muller: Fintán pren Cessair, Bith pren Barrfhind i Ladra pren Alba. Tanmateix, Bith i Ladra es moren aviat i Ladra és el primer home enterrat a Irlanda. Quan arriba el Diluvi, Fintán és l'únic a sobreviure. Es converteix en un salmó i més tard en una àliga i un falcó, vivint un total de 5.500 anys després del Diluvi, passats els quals esdevé home de nou i relata la història d'Irlanda.
En una versió anterior de la història, la primera dona d'Irlanda és Banba. Banba, Fódla i Ériu eren un trio de deesses de la terra i els seus marits eren Mac Cuill (fill d'avellaner), Mac Cecht (fill de l'arada) i Mac Gréine (fill del Sol). És probable que Cessair, els tres homes i les seves tres esposes siguin un substitut cristianitzat per a ells. Fintán/Mac Cuill també pot estar relacionat amb el Salmó del coneixement, el qual obté tot el coneixement del món després de menjar nou avellanes que cauen al pou de Connla. Les dones que acompanyen a Cessair apareixen pels seus noms per representar les mares ancestrals del món; hi ha, entre d'altres, Alba (avantpassada dels britans), Espa (hispànics), German (alemanys), Gothiam (gots), Traige (tracis), etc. Així, "la seva arribada es pot llegir com a creació d'un microcosmos de la població del món sencer a Irlanda". Diversos altres companys evoquen els noms d'antigues deesses irlandeses.

### Partholón

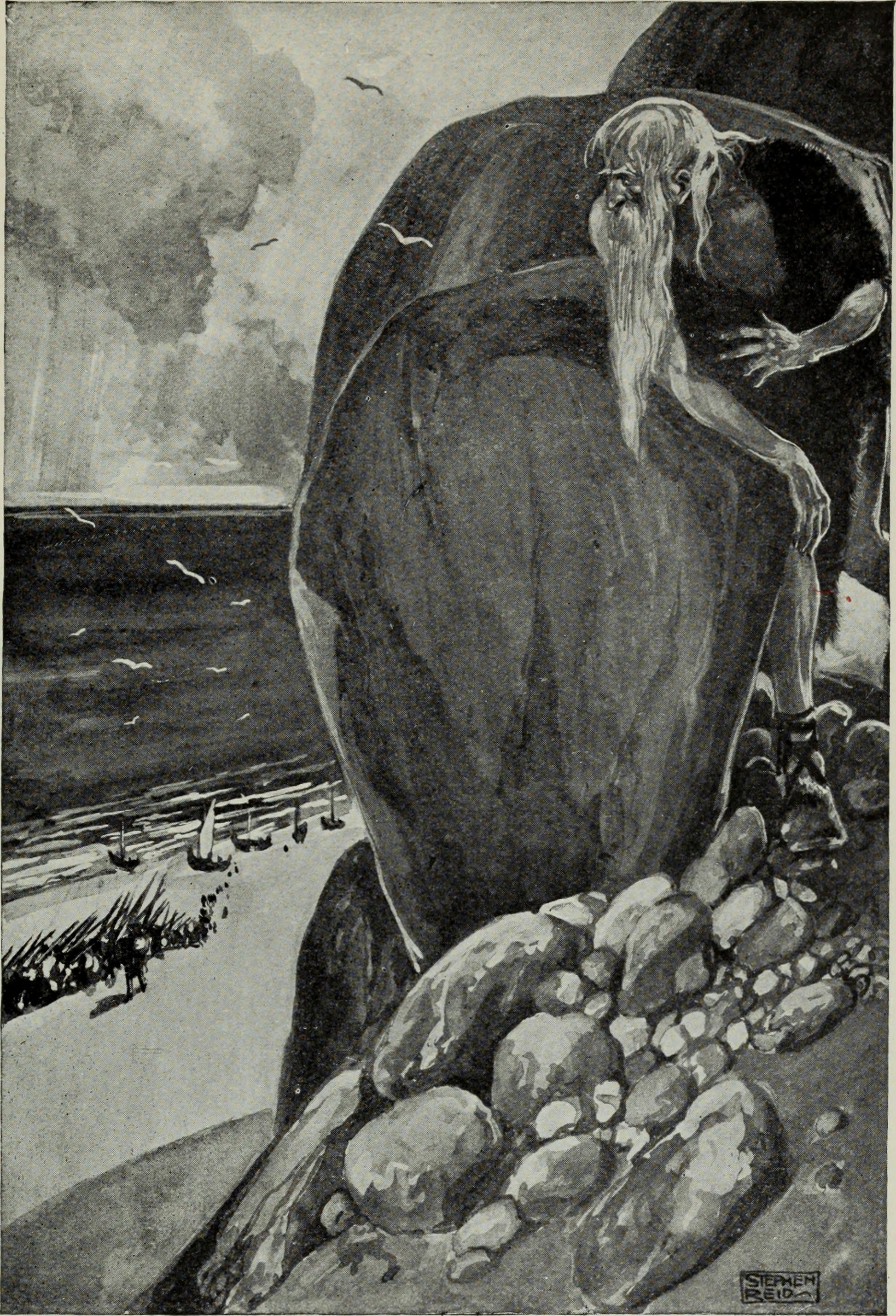
"Tuan watches Nemed", il·lustració de J. C. Leyendecker a l'obra de T. W. Rolleston's Myths & Legends of the Celtic Race, 1911

Irlanda resta llavors deshabitada durant 300 anys, fins que arriba un segon grup de gent. Estan liderats per Partholón, descendent de Noé a través de Magog. Naveguen cap a Irlanda a través de Gòtia, Anatòlia, Grècia, Sicília i Ibèria. Entre ells hi ha l'esposa de Partholón Delgnat, els seus quatre fills -caps de clan- i altres. Quan arriben, només hi troben una plana oberta, tres llacs i nou rius. Hi obren quatre planes més i altres set llacs sorgits del terra (el mite gaèlic dels tomaidm). Personatges de renom són els responsables de la introducció de la ramaderia, l'arada, la cuina, l'habitatge, el comerç i la divisió de l'illa en quatre parts. Combaten i derroten els misteriosos Fomorians, que estan liderats per Cichol Gricenchos. Finalment, Partholón i la seva gent (ara 5.000 homes i 4.000 dones) moren de pesta en una sola setmana. Només un home, Tuan mac Cairill, sobreviu. Igual que Fintán, viu durant segles en diverses formes, de manera que podrà explicar la història irlandesa. Aquest capítol també inclou el conte en què Delgnat comet adulteri amb un servent.
Partholón prové de Bartholomaeus (Bertomeu) i probablement és una invenció dels escriptors cristians, possiblement inspirada en un personatge d'aquest nom a les pseudo-històries cristianes de Sant Jeroni i Isidor. Els Fomorians han estat interpretats com un grup de deïtats que representen els poders nocius o destructius de la natura; personificacions del caos, la foscor, la mort, la destrucció i la sequera.

### Nemed
Irlanda resta deshabitada 30 anys, fins que arriba un tercer grup de persones. El seu líder és Nemed, també descendent de Noé a través de Magog. Havien sortir del Mar Caspi en 44 vaixells, però, després d'un any i mig de viatge, l'únic vaixell a arribar a Irlanda és el de Nemed. A bord hi ha la seva dona, els seus quatre fills caps de clan, i altres. Durant el seu temps a Irlanda, els nemedians aclareixen dotze planes i construeixen dues fortaleses reals, i fan sorgir quatre llacs. Guanyen quatre batalles contra els Fomorians.
Després que Nemed i molts altres es moren de pesta, els Nemedians són oprimits pels Fomorians Conand i Morc. Cada Samhain, han de donar dos terços dels seus fills, el seu blat i la seva llet als Fomorians. Aquest tribut que els nemedianos es veuen obligats a pagar pot ser "un record llunyà del sacrifici que s'oferia a començaments de l'hivern, quan els poders de la foscor i la destrucció prenen protagonisme". Finalment, s'aixequen contra els Fomorians i ataquen la Torre de Conand amb 60.000 guerrers (30.000 al mar i 30.000 a terra) i derroten Conand. Aleshores Morc ataca i gairebé tots els Nemedians són morts en un sisme submarí. Se n'escapa només una nau de trenta homes. Alguns d'ells van "al nord del món", alguns altres a Britànnia on esdevenen els avantpassats de tots els britans, i els altres al sud, cap a Grècia.

### Fir Bolg
Els qui van anar a Grècia van ser esclavitzats pels grecs, havent de traginar sacs ("bosses") d'argila. Després de 230 anys, tornen a Irlanda. Se'ls coneix com als Fir Bolg (homes de les bosses), i estan formats per dos subgrups coneguts com a Fir Domnann i Fir Gálioin. Dirigits pels seus cinc caps, divideixen Irlanda en cinc províncies: Gann pren el Munster del Nord, Sengann pren el Munster del Sud, Genann pren Connacht, Rudraige pren l'Ulster i Slanga pren Leinster. Una successió de nou Grans reis governen Irlanda durant els següents 37 anys.

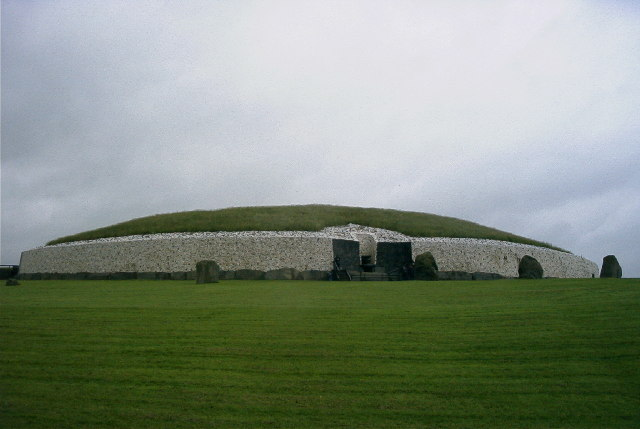
Al Lebor Gabála Érenn, els Tuatha Dé Danann estan estretament associats a les antigues tombes-passatge de Brú na Bóinne com ara la de Newgrange

### Tuatha Dé Danann
Els que anaren al nord del món són els sobrenaturals Tuatha Dé Danann (o Tuath Dé), que representen els principals déus pagans d'Irlanda. Arriben a Irlanda en núvols foscos i aterren a Sliabh an Iarainn, a l'oest. Lluiten contra els Fir Bolg per la propietat d'Irlanda a la Primera batalla de Mag Tuired (Moytura). Els Tuath Dé guanyen. Ofereixen als Fir Bolg una província d'Irlanda, i aquests trien Connacht. Nuada, rei dels Tuath Dé, perd la mà o el braç en la batalla i, per tant, ja no pot ser el seu rei. És reemplaçat per Bres (un mig-Fomorian), qui es converteix en Gran rei d'Irlanda. Malgrat tot, Bres maltracta els Tuath Dé i negligeix els seus deures reials. Això podria reflectir la supremacia ocasional dels poders de la plaga (els Fomorians) sobre els poders del creixement (els Tuath Dé).
Set anys després, el metge Dian Cecht i l'orfebre Credne reemplacen la mà/braç de Nuada amb una d'argent que funciona, i aquest reprèn el regnat. Els Tuath Dé lluiten amb els Fomorians a la Segona Batalla de Moytura. El Fomorian Balor mata Nuada, però el net (mig Fomorian) de Balor Lugh el mata i es converteix en rei. Els Tuatha Dé gaudeixen de 150 anys de domini ininterromput.

### Milesians
En aquest punt es reprèn la història dels gaels. Íth, que ha albirat Irlanda des de dalt de tot de la Torre de Breogán, navega cap a l'illa amb un grup d'homes. És ben rebut pels seus tres reis: Mac Cuill, Mac Cecht i Mac Gréine dels Tuath Dé. Tanmateix, és mort per uns atacants anònims i els seus homes tornen a Ibèria. Els gaels salpen amb una gran força per a venjar la seva mort i conquerir Irlanda. Aquí són anomenats els Fills de Míl Espáine (or Milesians). El nom Míl Espáine prové del llatí Miles Hispaniae ("soldat d'Hispània") i probablement és una invenció dels escriptors cristians.
Després d'arribar, lluiten contra les forces combinades dels Tuath Dé i els Fomorians. En el seu camí cap a Tara, els aturen a tres muntanyes les esmentades Banba, Fódla i Ériu, les esposes dels tres reis d'Irlanda. Cada deessa demana als gaels que posin el seu nom a l'illa. Un dels gaels, Amergin, promet que ho faran així. A Tara, es troben amb els tres reis, que defensen la seva pretensió al regnat compartit del país. Demanen que hi hagi una treva de tres dies, durant la qual els gaels s'han de mantenir a una distància de nou onades de terra. Els gaels s'hi avenen, però un cop les seves naus són a nou onades d'Irlanda, els Tuath Dé conjuren un gran vent que els impedeix de tornar a terra. Tot i així, Amergin calma el vent recitant un vers. Els vaixells supervivents tornen a terra i els dos grups acorden repartir-se Irlanda. Els gaels prenen el món superior, mentre que els Tuath Dé ocupen el món soterrani (és a dir, el més enllà) i entren al sídhe.

### Llista dels reis pagans d'Irlanda
Modelat a partir dels Llibres dels Reis bíblics, aquest llibre recull els fets de diversos reis d'Irlanda, la gran majoria llegendaris o semi-llegendaris, des de l'època d'Éber i Érimón fins a començaments del segle V de l'era cristiana.

### Llista dels reis cristians d'Irlanda
Continuació del llibre anterior. Aquest llibre és la part més precisa del LGE, i s'ocupa pels reis històrics d'Irlanda, les obres i dates dels quals es conserven en registres escrits contemporanis.

### Edició

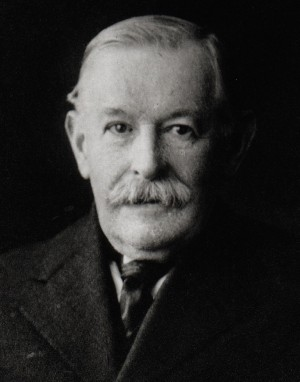
Els cinc volums de la traducció anglesa del Lebor Gabála Érenn de Robert Alexander Stewart Macalister es publicaren entre 1938 i 1956.

- Lebor Gabála Érenn, text original editat i traduït a l'anglès per R A Stewart Macalister, Doctor of Letters
  - Part I: Irish Texts Society, Volume 34, Londres 1938, reimprès 1993. ISBN 1-870166-34-5.
  - Part II: Irish Texts Society, Volume 35, Londres 1939. ISBN 1-870166-35-3.
  - Part III: Irish Texts Society, Volume 39, Londres 1940. ISBN 1-870166-39-6.
  - Part IV: Irish Texts Society, Volume 41, Londres 1941. ISBN 1-870166-41-8.
  - Part V: Irish Texts Society, Volume 44, Londres 1956. ISBN 1-870166-44-2.

La traducció anglesa completa de Macalister del Lebor Gabála Érenn també està disponible de franc a Internet Archive.
Enllaços a Internet Archive; Part I, Part II, Part III, Part IV, Part V.